# Segundo Império Francês
O Segundo Império Francês foi o regime monárquico bonapartista implantado por Napoleão III de 1852 a 1870, entre os períodos históricos da Segunda República e da Terceira República, na França. Através da Constituição de 1852, foi caracterizado pela centralização de poder no monarca Napoleão III, o que marginalizou o legislativo e as forças de opressão, e também por um período de modernização e desenvolvimento econômico. Durante o Segundo Império, a capital Paris foi centro de exposições mundiais, para onde convergiam a divulgação do progresso cultural e industrial do mundo. Durante a Guerra Franco-Prussiana, o Império encontrou seu fim, mostrando seu despreparo militar, com o próprio imperador sendo capturado na desastrosa batalha de Sedan. Ele foi deposto logo depois. Após seu fim, teve a curta duração da Comuna de Paris e depois o estabelecimento da Terceira República Francesa.